# ボンバーマン (PlayStation)
『ボンバーマン』は1998年12月10日にハドソンから発売されたアクションゲーム。PlayStationのボンバーマンシリーズ第4作目にあたる。
ディレクターはシリーズプロデューサーの藤原茂樹、音楽はシリーズ楽曲を多く手掛ける竹間淳と『ボンバーマンウォーズ』を手掛けたふぁみしん、キャラクターデザインはシリーズ美術監督の水野祥司と佐藤梢が担当している。
北米では『Bomberman Party Edition』の名称で販売された、欧州では日本と同じ名称で販売されている。
2004年4月15日発売のWindows版『ボンバーマンコレクションVOL.2』に収録されたほか、2008年5月28日よりゲームアーカイブスで配信開始された。

## ゲームの概要
今回は初心に返ることをコンセプトに作られ、ノーマルゲームは『初代ボンバーマン』（ファミコン版ボンバーマン）をリメイクした作品となっている。
また、バトルゲームはマルチタップを使用した最大5人までの同時対戦はそのままに、過去のシリーズで登場したボンバーマンを操作できたり、多種多様なステージで対戦することができる。

## ノーマルゲーム
基本ルール等は『ボンバーマン (ファミリーコンピュータ)』の項を参照。
ファミコンで発売された『ボンバーマン』をリメイクしたものとなっているが、いくつか相違点がある。（後述）
はじめから開始する場合、現行のグラフィックやアレンジされた音楽で進行する「アレンジモード」と、初代のグラフィックや音楽を再現した「オールドモード」の2つから選択する。おおまかなゲーム進行はどちらを選んでも変わらないが、ゲーム途中での変更はできない。なお、アレンジモードではアイテム取得・クリア時にボンバーマンが喋るようになっている。

### 初代との違い
- 初代には「地下迷宮を脱出して人間になる」というストーリー設定があったが、今回は特にストーリーなどは設けられていない。また、エンディングもオリジナルのものになっている（アレンジ・オールド共通）。
- 制限時間が減少。ファミコン版は3分20秒（200秒）、今作は3分（180秒）となっている。
- 操作性はアレンジ・オールド共通でこれまでのシリーズ新作に近い滑らかなものに統一されており、初代に比べボンバーマンの挙動が異なる。
- 終盤のボーナスステージは、ファミコン版では39面・44面・49面のクリア後に発生したが、今作は40面・45面のクリア後に変更されている。これに従い、ボーナスステージの回数がファミコン版より1回少なくなっている。
- ゲームオーバー時に表示されるパスワードは、入力枠数の都合上今作オリジナルのものとなっており、ファミコン版のシークレットコード（パスワード）は使用できない。それに伴い、特定のパスワードでプレイ出来た正規のものではないステージ（0面や256面など）はプレイ不可能。
- ゲームオーバー時にはパスワードを使ってコンティニューできるほか、メモリーカードに進行度をセーブして続きからプレイすることもできる。
- アレンジモードのみ、10面クリアするごとに「ボンバーマンショータイム」を見ることができる。基本的に白ボンと黒ボンがちょっとしたコントを繰り広げるもので、内容は面によって異なる。ステージ10をクリアしたときの「火の輪くぐり」のショータイムは、本作のディレクターである藤原茂樹が日本物産に在籍していた時に手掛けた『キッドのホレホレ大作戦』で見られるショータイムのリメイクである。『キッドのホレホレ大作戦』は、藤原が「初代ボンバーマン」に影響を受けて開発したゲームである。
- 敵が死ぬ時、ファミリーコンピュータ版の場合、遅く縮むが、本作は、３秒くらいで縮み終わる。

## バトルゲーム
互いに爆弾を使って相手を倒す、おなじみの対戦ゲーム。今回の大きな特徴として、プレイヤーの腕前に応じて初級・中級・上級の3つのレベルに分かれている。それぞれ使用できるキャラクターや対戦ステージが異なっており、レベルが高いほどマップの仕掛けなども複雑になっている。
通常の対戦形式「バトルロイヤルモード」とボンバーマンのヒットポイントや出現するアイテムを自由に設定できる「マニアックモード」のどちらかを選ぶ。ちなみに今作ではマニアックモードの場合も自由にルール設定が可能。

### 初級レベル
ステージの仕掛けは凝ったものがほとんどないため、仕掛けでパニックに陥るようなことが少なく、アイテムも「ボムアップ」「ファイアーアップ」から「ボムキック」など基本的なものが中心。また、ルール設定では一部設定できない項目が存在する。使用可能キャラはボンバーマンのみ。

### 中級レベル
ある程度バトルモードに慣れた人向き。初級レベルのものを発展させたステージも登場し、アイテムに関しても「パワーグローブ」や「プッシュ」等が多く登場し、バリエーションが増える。また、アイテム「タマゴ」を取るとシリーズお馴染みのお助けキャラ・ルーイに乗ることができ、×ボタンで得意技を使用できる（効果のベースは『スーパーボンバーマン3』）。乗っている間はミスしてもルーイを失うだけで済む。
グリーンルーイ
猛スピードでダッシュする。一度ダッシュすると障害物に当たるまで止まれない。ダッシュ中も爆弾を置くことができる。
イエロールーイ
ソフトブロックを蹴って前方に移動させることができる。
ブルールーイ
壁やブロックに影響されずに爆弾を前方に蹴り飛ばす。
ピンクルーイ
ソフトブロックや爆弾を1つだけ飛び越えることができる。
ブラウンルーイ
進行方向に向けて所持している全ての爆弾を一直線に設置できる。
使用可能キャラは、同じく『スーパーボンバーマン3』で登場した8人のワールドボンバー（ボンバーマンもその中に含まれる）。性能に差はないが、COM（コンピュータ）操作の場合は行動パターンがそれぞれ異なる。
- ボンバーマン
- ボンバーキッド
- プリティーボンバー
- メタルボンバー
- ボンバーウッホ
- ボンバーチュン
- メキシカンボンバー
- ボンバーコサック

### 上級レベル
中級よりもさらに複雑な構造・攻撃的な仕掛けのあるステージが多く、多彩なアイテムが登場する。アイテム「タマゴ」を取ると今作オリジナルのお助けキャラに乗る。また、お助けキャラに乗っているときにタマゴを1つストックすることができる。×ボタンで得意技を使用できる。乗っている間はミスしてもお助けキャラを失うだけで済み、タマゴをストックしている場合は同じお助けキャラが復活する。
プテラ
デンジャラスボムを除く1マス先の爆弾を1つだけ飲み込む。もう一度×ボタンを押すと爆弾を吐き出す。
キッキー
ソフトブロックを持ち上げる。もう一度×ボタンを押すと持ち上げているソフトブロックを置ける。
ドラコ
×ボタンでジャンプをし、着地点に他のプレイヤーがいる場合、ヒップアタックで踏みつけてアイテムをばらまかせる。
シェル
ラインボムができる上、後ろからの爆風を殻で防ぐ。
ドギュウ
猛スピードでダッシュをする。移動先にソフトブロックがある場合、体当たりでソフトブロックを移動させる。
使用可能キャラはボンバーマンのほか『スーパーボンバーマン4』で登場したボスキャラ・ボンバーグレート&ボンバー四天王と、ハドソンのマスコットキャラであるハニーと小鉄。なお、上級ではボンバーマン以外のキャラは特有の特殊能力を持っており、×ボタンと方向キーで使用できる。
ボンバーバズーカ
右腕のバズーカ砲を発射し、ソフトブロックを破壊したり、他のプレイヤーを倒したり、爆弾を爆破したりできる。能力使用後の10秒間は最弱状態（ボム設置数、火力、スピードが最低値になり、特殊能力が使用できない）になる。
レディボンバー
ビットから光線を発射する。光線に当たったプレイヤーは持っているアイテムをばらまいてしまう。
ジェットボンバー
ジェット噴射を行い高速移動ができる。高速移動中に他のプレイヤーに接触することで倒すことができる。能力使用後の10秒間は最弱状態になる。
ハンマーボンバー
ハンマーを振り回す。ハンマーに当たったキャラクターは持っているアイテムをばらまいてしまう。
ボンバーグレート
一定時間無敵になることができる。能力使用後の10秒間は最弱状態になる。
ハニー
ピストルを発射し爆弾を誘爆させることができる。
小鉄
刀を振り衝撃波を飛ばす。衝撃波に当たったプレイヤーはアイテムをばらまいてしまう。

### ルール設定
コンピュータ
コンピュータの強さを設定できる。よわい、ふつう、つよいから選択する。
何ポイントマッチ
勝利回数の設定ができる。1～5から設定。
タイム
制限時間の設定。1分～5分、無制限から設定。
サドンデス
オフ/オン/ランダムを設定でき、オンにするとプレッシャーブロックがステージ全域を埋め尽くすようになる。ランダムの場合、数ある落下パターンのうち一つが選ばれる。初級レベルはオフで固定。
シャッフル
オフ/オンの設定ができ、オンにするとゲーム開始時のプレイヤーの位置が変わる。初級レベルはオフで固定。
ドクロ
ドクロアイテムが燃えないかどうかの設定。オン/オフから設定する。初級レベルはオフで固定。
ハイパーボンバー
ミニゲーム「ハイパーボンバー」の設定。オン/オフから設定する。タッグマッチはオフで固定。
みそボン
やられたボンバーマンがみそボンになるかどうかの設定。オフ/オン/スーパーを選ぶことができ、スーパーの場合は相手を倒した時に、そのプレイヤーがフィールド内に復活できる。

### ハイパーボンバー
バトルゲームの優勝者が挑戦するミニゲーム。○ボタンを押して移動しているアイテムにヨーヨーを当てるとそのアイテムを手に入れることができる。手に入れたアイテムは次の対戦開始時に初めから装備される。またミニゲームの結果に関わらずキャラクターは金色になる。

## バトルステージ
各ステージには通常の表ステージと、ブロック配置や出現アイテムが異なる裏ステージの2つのパターンが存在する。裏ステージは、レベルによってそれぞれ異なる特定のパスワードを入力する事により、プレイ可能。

### 初級
スタンダード
シリーズお馴染みのトラップのないシンプルなステージ。
サラサラワープ
ワープゾーンが配置されており、その中に入ると別のワープゾーンにワープする。
グルグルベルコン
ベルトコンベヤーが配置されているステージ。
ドカンデボカン
中に入るとキャラクターや爆弾が見えなくなる土管が配置されたステージ。
マガッテボン
キックしたボムの軌道を変える矢印が設置されたステージ。
ゴーゴートロッコ
トロッコに乗るとレールの上を、ブロックや爆弾を破壊しながら移動する。ポイントの切り替えによりトロッコの進行方向を変えることができる。移動中のトロッコにひかれるとミスになってしまう。
ノロノロビューン
数字の標識を通過すると移動速度が変わるステージ。ビックリマークに触れると2秒間動けなくなる。画面中央に1つだけあるソフトブロックは破壊しても復活する。
シーソーパーク
シーソーに乗ると、反対側に乗っているボンバーマンや爆弾を飛ばすことができるステージ。

### 中級
ウシロノショウメン
全てのキャラクターが画面の中央にいる状態でスタートするステージ。
ツルツルボン
一度通るとひびが割れ、もう一度通ると穴が開いて通行不能になる床と、目隠しとなるかまくらがあるステージ。かまくらの中の爆弾は火力が最大になり、かまくらの中で爆弾が爆発するとかまくらの屋根が飛び、一時的にかまくらの中が見えるようになる。
スイッチベルコン
「グルグルベルコン」の発展型。青いスイッチの上を通過することでベルトコンベヤーの進行方向が逆になる。
カラクリドカン
土管の中に入った炎がワープして別の土管から吐き出されるステージ。
ブロックワールド
キックしたボムの軌道を変える矢印だけでなく、一定時間ごとに向きが時計回りに変わる回転矢印が設置されたステージ
カラクリトロッコ
「ゴーゴートロッコ」の発展型。ランダムでレールの配置が変わる。レールのパターンは表ステージは3種類、裏ステージは6種類存在する。
フワフワボン
ステージが「雲」と「空」の2階建てになっているステージ。それぞれの階へはトランポリンを使って移動できる。
シーソーランド
「シーソーパーク」の発展型。ステージ内のシーソーが連動していて1つのシーソーが動くと他のものも動く。

### 上級
ギンギンパワー
全てのキャラクターの火力が最大の状態でゲームがスタートする。
カイゾクドカン
いくつかの区域が橋で繋がっているステージ。ボンバーマンは橋の上しか移動できないが爆風は海上を越えて届く。爆弾は海に投げ込むと水没する。海面から時々飛び出す魚に当たるとアイテムをばらまいてしまう。
カラクリベルコン
「スイッチベルコン」の発展型。ベルトコンベヤーのスピードを切り替えるスイッチが追加されている。
マガレファイアー
キックされた爆弾や爆風が土管の中に入ると進行方向が曲がってしまうステージ。
ジャングルトンネル
「ブロックワールド」の発展型。目隠しの木の葉が追加され、木の葉に隠れた爆弾の火力が最大になる。
フシギナトロッコ
「カラクリトロッコ」の発展型。ワープホールにトロッコが入ると、別のワープホールにワープする。ボンバーマン単体では、ワープ出来ない。
クルクルドカン
不思議な花を押すと90度回転する。花に爆風が入ると対応した花から炎が吹き出す。
ボンバーロボ
ステージ内を巨大ロボが歩き回っているステージ。踏み潰されるとしばらく動けなくなり、アイテムをばらまいてしまう。残り時間が1分を切ると、ロボットは撤退する。

## アイテム
ソフトブロックを壊していくとアイテムが出現し、取ることでボンバーマンがパワーアップする。ただし一度やられるとボムアップ・ファイアーアップ・スピードアップ以外のアイテムは効果がなくなる。
ボムキックとボム通過、各種ボムは併用できず、最後に取ったほうが優先される。

### ノーマルゲーム・バトルゲームに登場するアイテム
ボムアップ
一度に設置できる爆弾の数が1つ増える。
ファイアーアップ
爆風の範囲が上下左右に1ブロックずつ伸びる。
スピードアップ
ボンバーマンの移動スピードがアップ。 ノーマルゲームでは1つしか存在しない。
ボム通過
設置した爆弾の上を通ることができる。
壁通過
ソフトブロックをすり抜けることができる。バトルモードでは裏ステージの一部に出現するが、マニアックでは出現させる事が出来ない。
無敵スーツ
取ってから一定時間無敵になり、あらゆるダメージを防ぐ。バトルモードでは、マニアックでの設定でのみ出現する。

### ノーマルゲームのみ出現するアイテム
リモコン
設置した爆弾を×ボタンで任意に爆破できる。説明書ではバトルモードにも出現すると誤記されており、実際はノーマルモードでしか出現しない。
ファイアーマン
爆弾の爆風に対してダメージを受けなくなる。

### バトルゲームのみ出現するアイテム
フルファイアー
火力が最大になる（ステージの端から端まで届くようになる）。
ゲタ
ボンバーマンの移動スピードがダウンする。バトル中には出現せず、『ハイパーボンバー』でのみ出現する。
貫通ボム
爆風がソフトブロックやアイテムを貫くので、火力分だけソフトブロックを一気に壊すことができる。
パワーボム
最初の1個のみ火力が最大になる。また、この爆弾をボムキックで蹴って相手に直接当てると、所持アイテムをばらまかせることができる。パワーボム同士をボムキックでぶつけ合うと、7×7の範囲で爆発するスーパーデンジャラスボムを作成出来る。
ボヨヨンボム
ゴム爆弾となり、蹴ると障害物に当たると反転するようになり、投げるとランダムで跳ね回るようになる。跳ねている爆弾に直接当たると所持アイテムをばらまく。
地雷ボム
最初の1個が隠れて見えなくなり、誰かが踏むと数秒後に爆発する。マニアックモードでは出現させることができない。
パワーグローブ
足元にある爆弾を持ち上げて投げることができる。投げられた爆弾に直接当たると、所持アイテムをばらまかせる。爆弾を持ち上げている間は相手の投げた爆弾を跳ね返せる。また、自分と重なっている他のキャラクターを持ち上げて投げること（ボンバースロー）も可能。
ボムキック
設置した爆弾を蹴って一直線に動かすことができる。蹴った爆弾は壁にぶつかるか、△ボタンで止められる。蹴る方向に2つ以上のボムが連続して置かれている場合は動かせない。また、蹴ったボム同士をぶつけると5×5の範囲で爆発するデンジャラスボムを作成することができる。
パンチ
□ボタンを押すことで、設置した爆弾を前方に弾き飛ばす。プッシュを所持している場合は、プッシュしながら爆弾を押し飛ばす。
プッシュ
□ボタンを押すことで、1マス先にいる相手ボンバーマンを突き飛ばすことができる。
ラインボム
□ボタンで現在の爆弾設置可能数だけ、前方へ直線状に一気に置くことができる。マニアックでは、出現させる事が出来ない。
タマゴ
中級・上級レベルで登場。お助けキャラに乗ることができる。先述通り、上級レベルではストックする事が出来るが、ストックしているタマゴは爆風に触れてしまうと消滅する。
ハート
ミスを1度だけ回避することができる。基本的に『ハイパーボンバー』でのみ出現するが、マニアックの設定によりバトル中にも出現する。
ドクロ
取るとボンバーマンが病気になり、さまざまな状態異常を引き起こす。アイテムを取ると回復するほか、通常状態の相手になすりつけることもできる。
- 俊足病 - 移動速度が最速になる。
- 鈍足病 - 移動速度が最低になる。
- ゲリ - 勝手にボムを設置してしまう。
- 不能病 - ボムを設置できなくなる。
- 最低病 - 火力1のボムを1個しか置けなくなる。
- 止まれん病 - 障害物にぶつかるまで止まれない。
- リバース症候群 -ボタン操作とは反対に移動してしまう。
- せっかち症候群 - ボムが爆発するまでの時間が早くなる。
- のんびり症候群 - ボムが爆発するまでの時間が遅くなる。
- チェンジ - 他のプレイヤーと位置が入れかわる。

### ノーマルゲームに登場する隠しアイテム
ノーマルゲームである条件を満たすと出現する隠しアイテム。出現条件はファミコン版と若干異なっており、一部のキャラクターが差し替えられている。またアレンジとオールドでそれぞれ色が異なる。
ボーナス
「B」が描かれたパネル。ステージ6、8、14、16、22、24、30、32、38、40、46、48で出現する。出現条件は敵キャラを1匹も倒さないで扉を出現させ、その扉の上を通過する。1万点。
ルーイ
「グリーンルーイ」が描かれたパネル。ステージ1、7、9、15、17、23、25、31、33、39、41、47、49で出現する。出現条件は全ての敵キャラを倒してステージの外周を1周する。2万点。
ヨーヨー
「ヨーヨー」が描かれたパネル。ステージ4、12、20、28、36、44で出現する。出現条件は敵キャラを1匹も倒さないでステージの外周を1周する。3万点。
ゴールデンボンバーマン
「ゴールデンボンバーマン」が描かれたパネル。ステージ2、10、18、26、34、42、50で出現する。出現条件はボムを248発爆発させる。リモコンボムでも良い。50万点。
中本さん
「中本さん」が描かれたパネル。ステージ3、11、19、27、35、43で出現する。出現条件は全ての敵キャラを倒してから、ソフトブロックを16個破壊する。1000万点。
てくてくエンジェル
「てくてくエンジェル」が描かれたパネル。ステージ5、13、21、29、37、45で出現する。出現条件は敵キャラを1匹も倒さないでソフトブロックを全て破壊する。2000万点。

## 余談
- 本作のオープニングデモでは、実際のバトルゲームにおいて一緒に戦えない中級・上級のキャラクターが戦っている場面や、お助けキャラが本来のではない能力を使う場面が描かれており、キャラボイスもそれぞれ異なる物が当てられている。また、本来バトルゲームには登場しないパースの姿も見受けられる。
- ノーマルゲームのアレンジモードを10面クリアするごとに見ることができる「ボンバーマンショータイム」のひとつである「火の輪くぐり」のショータイムは、本作のディレクターである藤原茂樹が日本物産に在籍していた時に手掛けた『キッドのホレホレ大作戦』で見られるショータイムのリメイクである。『キッドのホレホレ大作戦』は、藤原が「初代ボンバーマン」に影響を受けて開発したゲームである。

## 移植版
| No. | タイトル                      | 発売日        | 対応機種                                                 | 開発元   | 発売元   | メディア                            | 型式 | 備考                                                           |
| --- | ----------------------------- | ------------- | -------------------------------------------------------- | -------- | -------- | ----------------------------------- | ---- | -------------------------------------------------------------- |
| 1   | ボンバーマンコレクションVOL.2 | 2004年4月15日 | Windows 98・Windows 2000・Windows Me・Windows XP         | ハドソン | ハドソン | -                                   | -    | 北米版「BOMBERMAN COLLECTION」と同一内容のため、海外版を収録。 |
| 2   | ボンバーマン                  | 2008年5月28日 | PlayStation 3 PlayStation Portable (PlayStation Network) | ハドソン | ハドソン | ダウンロード （ゲームアーカイブス） | -    | -                                                              |

## 関連書籍
- ボンバーマン 公式ガイドブック
  - 1999年、小学館、ISBN 4-09-102668-0。むさしのあつしによる4コマ漫画が掲載されている。挿絵はボンバーマンシリーズの美術設定責任者の水野祥司が担当している。